# Daniel Roberts
Daniel Ellis Roberts (ur. 13 listopada 1997 w Atlancie) – amerykański lekkoatleta, specjalizujący się głównie w biegach płotkarskich. Absolwent Hampton High School i Uniwersytetu Kentucky. W 2019 roku, razem ze swoim rodakiem, Grantem Hollowayem przeszedł na zawodowstwo. Uczestnik Letnich Igrzysk Olimpijskich 2020 i srebrny medalista Letnich Igrzysk Olimpijskich 2024. Zwycięzca biegu na 110 metrów przez płotki, który odbył się w ramach Memoriału Ireny Szewińskiej (2023), wielokrotny medalista akademickich i krajowych mistrzostw lekkoatletycznych. Brązowy medalista mistrzostw świata 2023, a także mityngu Diamentowej Ligi w Paryżu.